# Ocneridia nigropunctata
Ocneridia nigropunctata is een rechtvleugelig insect uit de familie Pamphagidae. De wetenschappelijke naam van deze soort is voor het eerst geldig gepubliceerd in 1849 door Lucas.